# Per Nilsson (militär född 1963)
Per Henrik Ingemar Nilsson, född 15 april 1963 i Linköpings Sankt Lars församling i Östergötlands län, är en svensk militär.

## Biografi
Nilsson avlade officersexamen vid Luftvärnets officershögskola och tekniska skola 1984 och utnämndes samma år till fänrik vid Göta luftvärnsregemente (namnändrad till Göta luftvärnskår 1994), där han tjänstgjorde 1984–1998 och befordrades till löjtnant 1986 och till major 1994. Han gick Högre kursen för luftvärnet vid Krigshögskolan i Karlberg 1988–1989. Han var stabsofficer i Högkvarteret 1998–2003. Efter att ha befordrats till överstelöjtnant var han chef för Utvecklingssektionen i Ledningsutvecklingsavdelningen i Krigsförbandsledningen i Högkvarteret 2003, samverkansofficer vid US Joint Force Command 2003–2004 och arbetade med planering och utveckling i Ledningsavdelningen i Förbandsenheten i Högkvarteret 2005–2007. Han befordrades till överste 2007 och var chef för Ledningsavdelningen i Produktionsledningen i Högkvarteret 2007–2013. Han var adjutant hos Carl XVI Gustaf från 2007 (fortfarande 2010). Nilsson var tillförordnad chef för Ledningsregementet från den 1 augusti till den 30 september 2022 och är ordinarie regementschef sedan den 1 oktober 2022.
Per Nilsson invaldes som ledamot av Kungliga Krigsvetenskapsakademien 2004.